# What Kind of Fool
«What Kind of Fool» (с англ. — «Что за дурак») — песня, записанная американскими исполнителями Барброй Стрейзанд и Барри Гиббом в 1980 году. Песня была написана Барри Гиббом и Альби Галутеном. Как третий сингл с  альбома Guilty песня была выпущена в январе 1981 года.
Песня стала третьим синглом с альбома, вошедшим в первую десятку американского чарта Billboard Hot 100, она три недели продержалась на десятом месте. Песня также провела четыре недели на вершине чарта Adult Contemporary.
В 2014 году для альбома Partners Стрейзанд записала новую версию песни с Джоном Леджендом.

## Чарты

### Еженедельные чарты
| Чарт (1981)                        | Высшая позиция |
| ---------------------------------- | -------------- |
| Канада (RPM Top Singles)           | 17             |
| США (Billboard Hot 100)            | 10             |
| США (Billboard Adult Contemporary) | 1              |
| США (Cash Box Top 100)             | 10             |

### Годовые чарты
| Чарт (1981)              | Позиция |
| ------------------------ | ------- |
| Канада (RPM Top Singles) | 89      |

## Кавер-версии
- В 2011 году актёр телесериала «Хор» Даррен Крисс, исполнитель роли Блейна Андерсона, записал кавер-версию данной песни. Тем не менее версия в его исполнении так и не прозвучала ни в одном эпизоде, но появилась на сборнике Glee: The Music Presents the Warblers[7].